# Константинов, Михаил Васильевич
Михаи́л Васи́льевич Константи́нов (род. 22 ноября 1948, город Сковородино, Амурская область) — советский и российский археолог, краевед, доктор исторических наук (1996). Один из ведущих специалистов по археологии палеолита. Автор монографии: «Каменный век восточного региона Байкальской Азии» (1994).

## Биография
В 1969 году окончил Читинский государственный педагогический институт им. Н. Г. Чернышевского, затем аспирантуру Ленинградского отделения Института истории материальной культуры. Ученик академика А. П. Окладникова и профессора И. И. Кириллова.
В 1979 году защитил кандидатскую диссертацию «Палеолит Хилка и Чикоя (Юго-Западное Забайкалье)» в Отделе гуманитарных исследований Сибирского отделения АН СССР.
С 1969 года работал на кафедре Отечественной истории Читинского государственного педагогического института им. Н. Г. Чернышевского. В 1982—1987 был деканом историко-филологического факультета ЧГПИ. С 1992 являлся проректором по науке ЗабГГПУ. В 1995 году защитил докторскую диссертацию «Каменный век восточного региона Байкальской Азии». В 1996 г. получил звание Академика Академии гуманитарных наук. Руководитель Забайкальского отделения Академии гуманитарных наук Награждён орденом Почёта (2009). Работает на Историко-филологическом факультете ЗабГУ по сей день.

## Научная деятельность
Автор научных и научно-популярных книг и статей, в частности, по археологии и краеведению. Руководитель Чикойской и Чикойской археологических экспедиций. Под его началом исследовалось большое количество памятников археологии. Под его руководством проводятся по сей день масштабные археологические раскопки на комплексах Студеновских и Усть-Мензинских памятников в Красночикойском районе. М. В. Константинов возглавлял исследования древних поселений Куналей, Алтан, Приисковая, Шаман-Гора. Им были выделены палеолитические культуры — толбагинская и куналейская. Среди наиболее известных достижений М. В. Константинова можно отметить исследования палеолитического поселения Толбага, на котором была обнаружена уникальная скульптура головы медведя.

## Награды
2000 г. — Медаль «За заслуги перед Читинской областью».
2001 г. — Почетный гражданин г. Читы.
2003 г. — Почетный гражданин с. Красный Чикой.
2006 г. — Медаль Ассамблеи народов России «Дружба народов — единство России». За вклад в укрепление самобытности и единства народов Российской Федерации.
2006 г. — Медаль «За вклад в создание энциклопедии» от Правительства Забайкальского края.
2009 г. — Орден почета Российской Федерации.
2011 г. — Лауреат премии им. Н. И. Дмитриева (за достойный вклад в развитие экономических и культурных связей между Забайкальским краем и зарубежными партнёрами).
2014 г. — Почетный гражданин Красночикойского района.
2015 г. — Медаль «За укрепление дружбы народов» от правительства Забайкальского края.
2020 г. — Государственная премия Губернатора Забайкальского края.
2023 г. — Почётный гражданин Забайкальского края.